# Стародуб на Клязьме
Стародуб на Клязьме или Стародуб Ряполовский — древнерусский город — столица Стародубского княжества (1218 — начало XV века) и самый восточный из центров Русского Ополья в XII—XIV веках.
Город располагался на берегу реки Клязьмы, в 12 км к северо-востоку от современного города Коврова Владимирской области, на территории современного села Клязьминский Городок Ковровского района Владимирской области.
Город был предположительно основан в 1152 году Юрием Долгоруким. Подобно многим городам Залесья, был назван мигрирующим населением в честь южного Стародуба Северского, откуда, возможно, прибыли переселенцы.
После нашествия монголов на Русь самый младший из сыновей Всеволода III Большое Гнездо — Иван получил в удел Стародуб (1238). В последующие века его потомки, управляя одним из самых малых русских княжеств, отчаянно отражали притязания двух сильных соседей — Московского и Нижегородского княжеств.
В конце 1370-х годов город был захвачен Дмитрием Донским и вошёл в состав Великого Московского княжества. Впоследствии многочисленные потомки стародубских князей переселились в Москву, где образовали роды Гагариных, Хилковых, Ромодановских, Пожарских и другие.
В 1565 году, когда царь Иван Грозный разделил Русское государство на опричнину и земщину, город вошёл в состав последней.

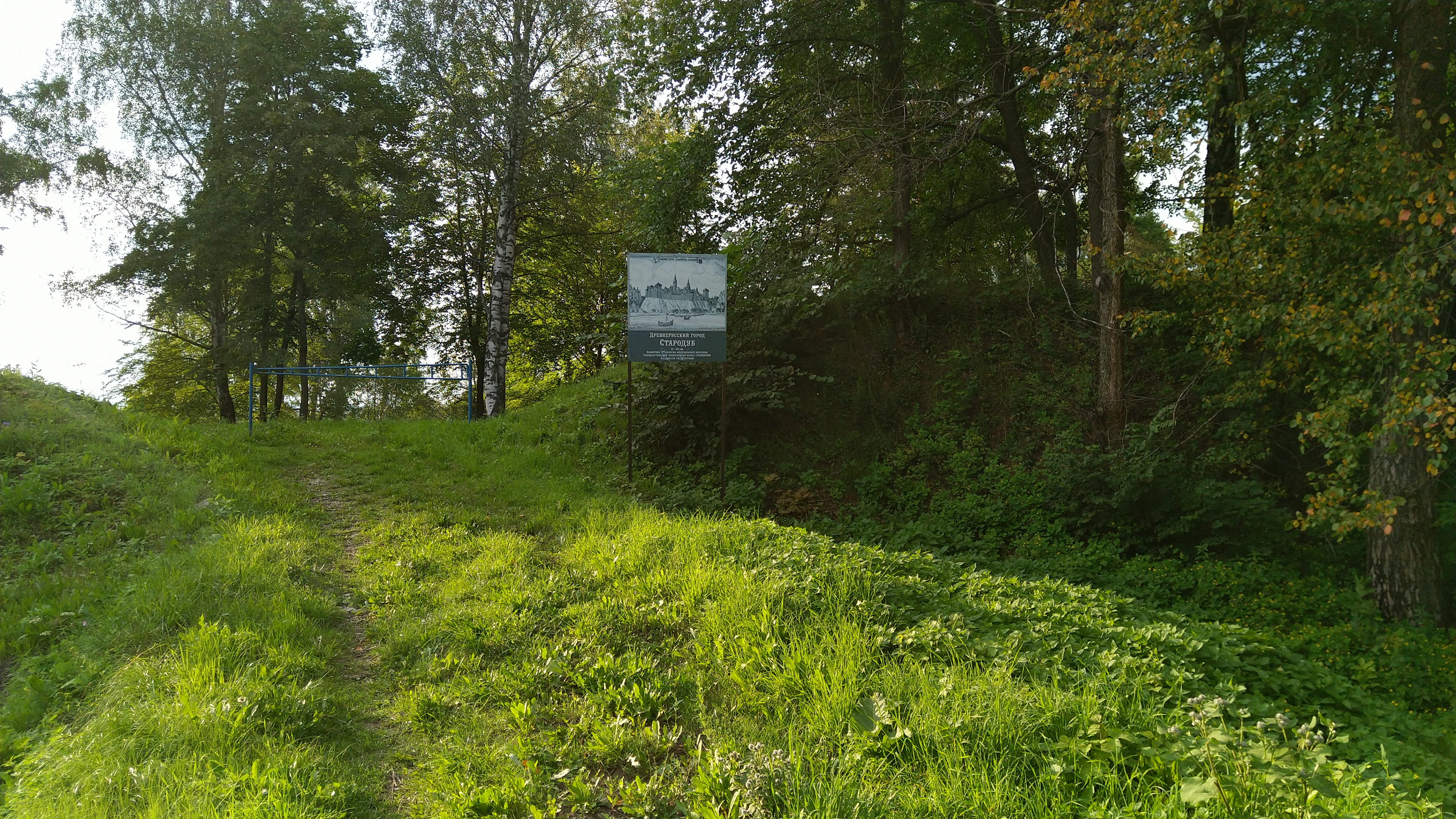
Остатки валов на городище Стародуба

В Смутное время город был полностью сожжён польским авантюристом Лисовским, который в марте 1609 года разорил окрестные территории. Некоторые историки предполагают, что здесь захоронены родители князя Дмитрия Пожарского.
В XVIII — начале XIX веков Стародуб был возрождён как село Клязьминский Городок Ковровского уезда Владимирской губернии. В конце XIX века в селе сохранялись остатки вала и часовни. Было дворов — 82, жителей — 391. Имелись богадельня, четыре лавки, три постоялых двора, две ярмарки и еженедельные базары.